# Bjurholms kommun
Bjurholms kommun är en kommun i Västerbottens län. Centralort är Bjurholm. 
Den brutna terrängen består av ett vidsträckt skogslandskap som genomflyts av Öreälven. Jord- och skogsbruket räknas som stommen i det lokala näringslivet, detta trots skogsbrukets rationalisering och att mer än två tredjedelar av jordbruksföretagen lagts ner sedan 1950-talets början. 
Sedan kommunen bildades 1983 har befolkningstrenden varit starkt negativ. Bjurholms kommun har länge varit Sveriges minst befolkade kommun men sedan 1 januari 2024 är kommunen Sveriges näst minst befolkade kommun med nio personers övervikt mot Dorotea kommun. 
Efter valen på 2010-talet har Alliansen styrt kommunpolitiken.

## Administrativ historik
Kommunens område motsvarar Bjurholms socken där vid kommunreformen 1862 Bjurholms landskommun bildades.
I området fanns även Bjurholms municipalsamhälle mellan 30 juni 1934 och 31 december 1962.
Kommunreformen 1952 påverkade inte indelningarna i området, då varken Västerbottens eller Norrbottens län berördes av reformen.
Bjurholms kommun bildades vid kommunreformen 1971 genom en ombildning av Bjurholms landskommun. 1974 uppgick kommunen i Vännäs kommun men utbröts därur 1983 och återbildades som egen kommun.
Kommunen ingick från bildandet till den upphörde 1974 i Umebygdens domsaga och den 1983 återbildade ingår i Umeå domkrets.

## Geografi
Kommunen är belägen i landskapen Ångermanland och Västerbotten. Den gränsar till Lycksele, Nordmalings, Vindelns, Vännäs, Åsele och Örnsköldsviks kommuner. 

### Topografi och hydrografi

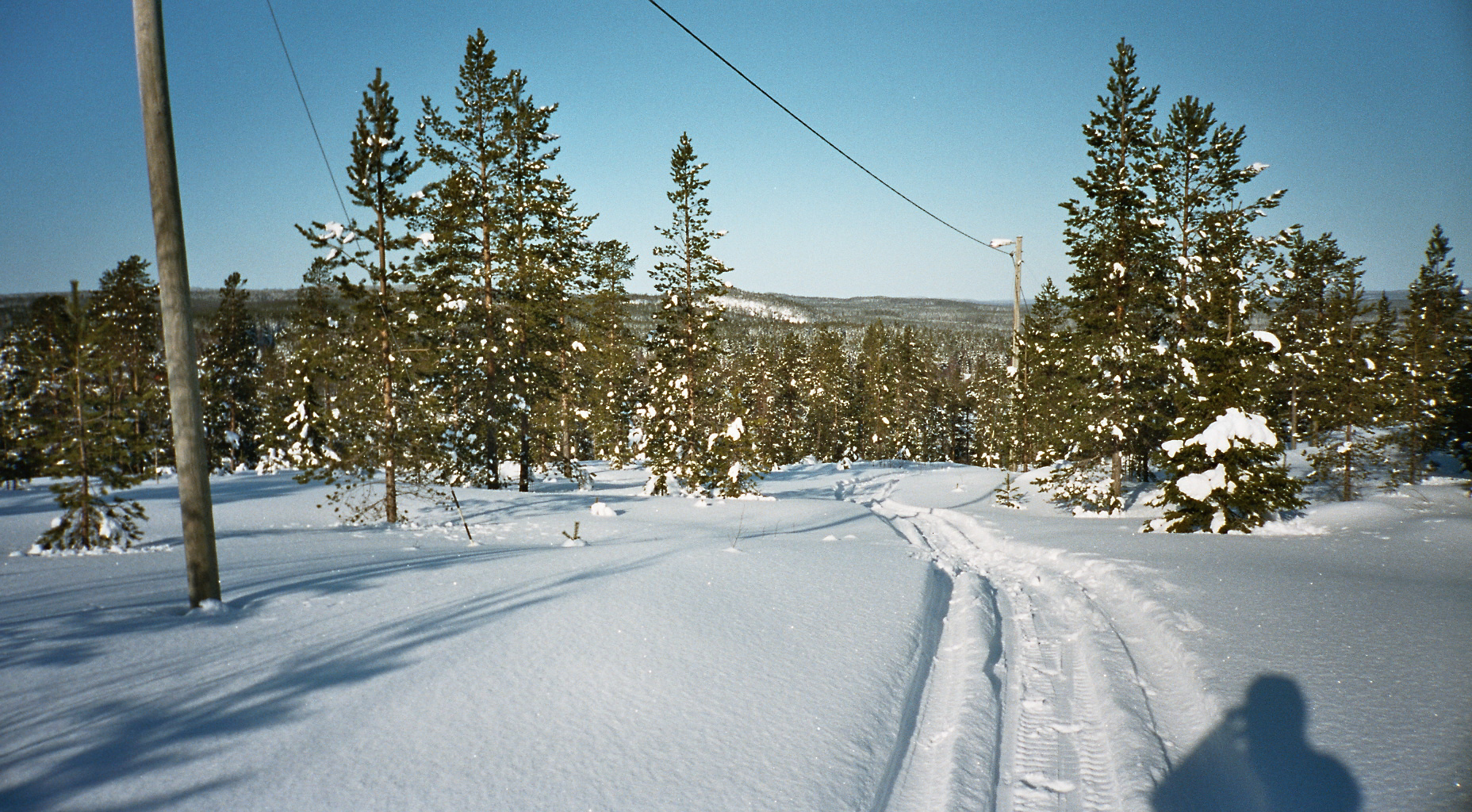
Snöskotertur vid Vitvattnet.

Det vidsträckta skogslandet som utgör kommunen har bruten terräng, varigenom Öreälven flyter. Höjderna är restberg av ett äldre, nederoderat peneplan och dessa når i regel ligger 250–350 meter över havet. Höga nipor, och på vissa sträckor i norr, branta bergväggar på sidorna av trånga pass omgärdar den djupt nedskurna älven. Älven bildar ett meanderlopp med korvsjöar, som vittnar om äldre älvfåror, söder om centralorten. Under landhöjningsfasen har deltaplan utbildats i flera etapper i dalgången, som ligger under högsta kustlinjen. Jordbruksområden med jordar av finmo och mjäla finns kring Öreälvens dalgång, varav 20 procent används för kornodling och 70 procent för vallodling. Högre upp i terrängen, på ömse sidor om älven, löper två vägar ligger gårdar som mestadels ligger i rad längs med dessa vägar.
Nedan presenteras andelen av den totala ytan 2020 i kommunen jämfört med riket.
|  | Bebyggelse (1,6 %) |

|  | Skog (90,0 %) |

|  | Öppen myrmark (4,8 %) |

|  | Jordbruksmark (1,9 %) |

|  | Övrig mark (1,8 %) |

|  | Bebyggelse (3,1 %) |

|  | Skog (68,0 %) |

|  | Öppen myrmark (7,2 %) |

|  | Jordbruksmark (7,4 %) |

|  | Övrig mark (14,3 %) |

### Naturskydd
År 2022 fanns 22 naturreservat i Bjurholms kommun. Det 163 hektar stora naturreservatet Dyngstomberget, som även är klassat som Natura 2000-område, omfattar gamla naturskogar de tre bergen Dyngstomberget, Blåbärsberget och Trollberget. Även Balbergets naturreservat är beläget på ett av kommunens berg, men reservatet är inte enbart känt för dess mäktiga sydbrant utan också för att där växer Sveriges nordligaste hasselbuske. Som kontrast till flera naturreservat på berg består Lagnäset av byns gemensamma slåtteräng, en äng som år efter år fått naturlig gödsling av det slam som spolades upp i samband med vårflodens översvämningar.

### Växt- och djurliv
I Bjurholms kommun finns den nordligaste förekomsten av hassel i Sverige, en rest från värmetidens (7000–3000 före Kristus) växtlighet.
År 2012 återupptäcktes lantrasen Bjurholmshöna i Bjurholms kommun. När den återupptäcktes hade den varit i samma familjs ägo sedan 1800-talet. De starkaste individerna av rasen har överlevt det kalla klimatet vilket lett till att hönsen nu gärna är ute på vintern. Då arten är väldigt sällsynt har en genbank skapats där framtida ägare förpliktigar sig att inte blanda rasen med andra höns.

### Administrativ indelning
För befolkningsrapportering består kommunen av ett enda område, före 2016 Bjurholms församling och från 1 januari 2016 av distriktet Bjurholm.

### Tätorter
År 2020 bodde 42,4 procent av kommunens invånare i någon av kommunens tätorter, vilket var lägre än motsvarande siffra för riket där genomsnittet var 87,6 procent. Vid Statistiska centralbyråns tätortsavgränsning 2020 fanns det en tätort i Bjurholms kommun: Bjurholm.
Kommunen hade den 31 december 2017 en befolkningstäthet på 1,9 invånare per km², medan den i riket var 24,8 inv/km².

## Styre och politik

### Styre
Mandatperioden 2010 till 2014 styrdes kommunen av Alliansen som hade 20 av 31 mandat.
Alliansen behöll makten både efter valet 2014  och efter valet 2018. Koalitionen uppgav att den skulle fokusera på ekonomi i balans, skolan, äldrevården, bostäder och företagandet under mandatperioden 2018 till 2022. Liberalerna åkte ur kommunfullmäktige i valet 2022. Då meddelade Centerpartiet att de lämnade den styrande koalitionen och Sverigedemokraterna tog deras plats. Således styrs kommunen av Moderaterna, Kristdemokraterna och Sverigedemokraterna under mandatperioden 2022–2026.

### Kommunfullmäktige

#### Presidium
| Presidium 2022–2026    | Presidium 2022–2026 | Presidium 2022–2026 |
| ---------------------- | ------------------- | ------------------- |
| Ordförande             | C                   | Renée Olofsson      |
| Förste vice ordförande | M                   | Bengt-Ove Lindgren  |
| Andre vice ordförande  | S                   | Karin Gustafsson    |

#### Mandatfördelning 1982–2022
| 11 | 8 | 6 |  | 5 |

| 23 | 8 |

|  | 11 | 7 | 7 | 5 |

| 23 | 8 |

| 11 | 7 | 6 | 2 | 5 |

| 22 | 9 |

| 11 | 7 | 6 | 2 | 5 |

| 19 | 12 |

| 12 | 6 | 5 | 2 | 6 |

| 17 | 14 |

| 10 | 4 | 3 | 2 | 12 |

| 19 | 12 |

|  | 10 | 4 | 3 | 2 | 11 |

| 18 | 13 |

|  | 10 | 5 | 4 | 2 | 9 |

| 17 | 14 |

|  | 10 | 5 | 3 | 2 | 10 |

| 17 | 14 |

|  | 11 |  | 5 | 2 |  | 10 |

| 18 | 13 |

|  | 10 | 3 | 6 | 2 | 2 | 7 |

| 15 |  | 15 |

| 6 | 3 | 3 | 3 | 6 |

| 13 | 8 |

### Nämnder

#### Kommunstyrelse
Totalt har kommunstyrelsen nio ledamöter, varav tre tillhör Moderaterna, tre tillhör Socialdemokraterna, medan Centerpartier, Kristdemokraterna och Sverigedemokraterna har en ledamot vardera.
| Presidium 2022–2026    | Presidium 2022–2026 | Presidium 2022–2026 |
| ---------------------- | ------------------- | ------------------- |
| Ordförande             | M                   | Christina Lidström  |
| Första vice ordförande | KD                  | Gunilla Forsberg    |
| Andre vice ordförande  | S                   | Linda Berglund      |

#### Lista över kommunstyrelsens ordförande
- Zeibrant Johansson, Folkpartiet, 1971–1971[26]
- Gunnar Åström, Centerpartiet, 1983–1991[27][28][29]
- Christer Johansson, Centerpartiet, 1992–1994[30][31][32]
- Ingemar Nyman, Moderaterna, 1995–2017[33]
- Christina Lidström, Moderaterna, 2017–[34][35][36]

Denna lista hämtas från Wikidata. Informationen kan ändras där.

#### Övriga nämnder
Bjurholms kommun har en politiker- och förvaltningsorganisation där nämnder och kommunstyrelse är direkt underställda kommunfullmäktige. Kommunens verksamhet är fördelad mellan kommunstyrelsen, kultur- och utbildningsnämnden och omsorgsnämnden. Myndighetsfrågorna hanteras av miljö- och byggnämnden.
| Nämnd                          | Ordförande | Ordförande            | Vice ordförande | Vice ordförande  |
| ------------------------------ | ---------- | --------------------- | --------------- | ---------------- |
| Kultur- och utbildningsnämnden | M          | Bengt Sundling        | SD              | Monika Sandelin  |
| Miljö- och byggnämnden         | M          | Ronny Jonsson         | S               | Håkan Holgersson |
| Socialnämnden                  | KD         | Gunilla Forsberg      | M               | Markus Jonsson   |
| Valnämnden                     | M          | Ann-Christin Backlund | S               | Margreth Thudin  |

### Internationella relationer
Bjurholm beskriver att samverkan med vänorter är en del av det allmänna internationaliseringsarbetet inom många kommuner. Kommunen har två vänorter samt en samverkansort. Vänortssamarbetet med  Bardu kommun i Norge inleddes i början på 1970- talet. Vänortssamarbetet med Ijo i  Finland har utvecklats över tid. Samarbetet har ägt rum i olika former sedan efterkrigstiden. Sedan år 2004 finns även en samverkansort – Fara Novarese i Italien. Samarbetet beskrivs inkludera "erfarenhets-utbyten inom kommunorganisation, politik och skola".

## Ekonomi och infrastruktur

### Näringsliv
Jord- och skogsbruket räknas som stommen i det lokala näringslivet, detta trots  skogsbrukets rationalisering och att mer än två tredjedelar av jordbruksföretagen lagts ner sedan 1950-talets början. I början av 2020-talet var 18 procent av den förvärvsarbetande befolkningen sysselsatta inom jord- och skogsbruk och 13 procent var sysselsatta inom tillverknings- och byggindustri. Därtill fanns även ett antal mindre trävaruföretag. En växande bransch i kommunen var turismen.
År 2020 var kommunen själv den största arbetsgivaren med 240 årsarbetande. Den största privata arbetsgivaren var Chip & Circuit Nord AB med 35 anställda.

### Infrastruktur

#### Transporter
Kommunen genomkorsas av riksväg 92 som löper genom centralorten. Genom västra delen av kommunen går länsväg 352 från söder till norr och genom östra delen av kommunen går länsväg 353, även den från söder till norr. Den senare används ofta som genomfart från E4 mot inlandet.
Bristen på transportmöjligheter uppges vara en stor brist som minskar möjligheten till pendling för arbete och studier i Umeå och Örnsköldsvik.

#### Utbildning
I Bjurholm finns fyra förskolor, varav två bedrivs i privat regi. Den ena privata förskolan bedrivs av Sionförsamlingen och har en kristen profil. I tätorten ligger kommunens enda grundskola, Castorskolan. Det är en skola som sträcker sig från förskoleklass till årskurs nio. Där finns även fritids. Det finns ingen gymnasieskola i kommunen, eleverna kan istället välja att åka till gymnasieskola Liljaskolan i Vännäs alternativt en gymnasieskola i Umeå.
År 2021 hade 14,8 procent i åldersgruppen 25-64 år minst tre års eftergymnasial utbildning, vilket kan jämföras med snittet för riket där motsvarande siffra var 29,6 procent.

## Befolkning

### Demografi

#### Befolkningsutveckling
Bjurholms kommun var länge Sveriges minsta beträffande folkmängd, från sitt bildande och 40 år framåt. 2023 blev Dorotea kommun mindre än Bjurholm, med en invånare. En månad senare var Bjurholms kommun åter minst, då antalet invånare i Dorotea var 15 personer fler än i Bjurholm enligt SCB.
Mellan 1970 och 2015 minskade befolkningen i Bjurholms kommun med 37,3 procent jämfört med hela Sveriges befolkning som under samma period ökade med 18,0 procent.
| Befolkningsutvecklingen i Bjurholms kommun 1970–2020 | Befolkningsutvecklingen i Bjurholms kommun 1970–2020 | Befolkningsutvecklingen i Bjurholms kommun 1970–2020 | Befolkningsutvecklingen i Bjurholms kommun 1970–2020 | Befolkningsutvecklingen i Bjurholms kommun 1970–2020 |
| --- | ---------------------------------------------------- | ---------------------------------------------------- | ---------------------------------------------------- | ---------------------------------------------------- |
| |                                                      |                                                      |                                                      |                                                      |
| År |                                                      |                                                      | Folkmängd                                            |                                                      |
| 1970 | 1970                                                 |                                                      | 3 912                                                |                                                      |
| 1975 | 1975                                                 |                                                      | 3 486                                                |                                                      |
| 1980 | 1980                                                 |                                                      | 3 354                                                |                                                      |
| 1985 | 1985                                                 |                                                      | 3 070                                                |                                                      |
| 1990 | 1990                                                 |                                                      | 2 959                                                |                                                      |
| 1995 | 1995                                                 |                                                      | 2 854                                                |                                                      |
| 2000 | 2000                                                 |                                                      | 2 695                                                |                                                      |
| 2005 | 2005                                                 |                                                      | 2 553                                                |                                                      |
| 2010 | 2010                                                 |                                                      | 2 460                                                |                                                      |
| 2015 | 2015                                                 |                                                      | 2 453                                                |                                                      |
| 2020 | 2020                                                 |                                                      | 2 387                                                |                                                      |
| Anm: Uppgifterna avser förhållandena den 31 december enligt den kommunala indelningen den 1 januari året efter. Bjurholms kommun var del av Vännäs kommun åren 1974–1982. |                                                      |                                                      |                                                      |                                                      |

#### Utländsk bakgrund
Den 31 december 2016 utgjorde antalet invånare med utländsk bakgrund (utrikes födda personer samt inrikes födda med två utrikes födda föräldrar) 296, eller 12,06 % av befolkningen (hela befolkningen: 2 454 den 31 december 2016), vilket var under riksgenomsnittet på 22 %. Den 31 december 2002 utgjorde antalet invånare med utländsk bakgrund enligt samma definition 76, eller 2,91 % av befolkningen (hela befolkningen: 2 608 den 31 december 2002).
| Bakgrund den 31 december 2016                             | Antal | Andel   | Varav män | Kvinnor |
| --------------------------------------------------------- | ----- | ------- | --------- | ------- |
| Utrikes födda                                             | 274   | 11,17 % | 123       | 151     |
| Inrikes födda med två utrikes födda föräldrar             | 22    | 0,90 %  | 14        | 8       |
| Inrikes födda med en inrikes och en utrikes född förälder | 116   | 4,73 %  | 61        | 55      |
| Inrikes födda med två inrikes födda föräldrar             | 2 042 | 83,21 % | 1 069     | 973     |

#### Invånare efter de vanligaste födelseländerna
Denna tabell redovisar födelseland för Bjurholms kommuns invånare enligt den statistik som finns tillgänglig från Statistiska centralbyrån (SCB). SCB redovisar endast födelseland för de fem nordiska länderna samt de 12 länder med flest antal utrikes födda i hela riket. En person som inte kommer från något av de här 17 länderna har istället av SCB förts till den världsdel som födelselandet tillhör. Personer födda i Sovjetunionen samt de personer med okänt födelseland är också medtagna i statistiken.
| Födelseland 31 december 2017 | Födelseland 31 december 2017      | Födelseland 31 december 2017 | Födelseland 31 december 2017 | Födelseland 31 december 2017 |
| ---------------------------- | --------------------------------- | ---------------------------- | ---------------------------- | ---------------------------- |
| Nr                           | Land/världsdel                    | Antal                        | Andel                        | Andel i hela riket           |
| 1                            | Sverige                           | 2 171                        | 88,58 %                      | 81,45 %                      |
| 2                            | Somalia                           | 43                           | 1,75 %                       | 0,66 %                       |
| 3                            | Asien: Övriga länder              | 38                           | 1,55 %                       | 2,22 %                       |
| 4                            | Syrien                            | 27                           | 1,10 %                       | 1,70 %                       |
| 5                            | Afrika: Övriga länder             | 23                           | 0,94 %                       | 1,01 %                       |
| 5                            | Thailand                          | 23                           | 0,94 %                       | 0,41 %                       |
| 7                            | Eritrea                           | 22                           | 0,90 %                       | 0,39 %                       |
| 8                            | Europeiska unionen: Övriga länder | 21                           | 0,86 %                       | 2,15 %                       |
| 9                            | Finland                           | 18                           | 0,73 %                       | 1,49 %                       |
| 10                           | Nordamerika                       | 15                           | 0,61 %                       | 0,38 %                       |
| 11                           | Tyskland                          | 11                           | 0,45 %                       | 0,50 %                       |
| 12                           | Afghanistan                       | 10                           | 0,41 %                       | 0,43 %                       |
| 13                           | Europa utom EU: Övriga länder     | 7                            | 0,29 %                       | 0,77 %                       |
| 14                           | Danmark                           | 3                            | 0,12 %                       | 0,40 %                       |
| 14                           | Irak                              | 3                            | 0,12 %                       | 1,39 %                       |
| 14                           | Norge                             | 3                            | 0,12 %                       | 0,42 %                       |
| 14                           | Polen                             | 3                            | 0,12 %                       | 0,90 %                       |
| 18                           | Bosnien och Hercegovina           | 2                            | 0,08 %                       | 0,58 %                       |
| 18                           | Iran                              | 2                            | 0,08 %                       | 0,73 %                       |
| 18                           | Sydamerika                        | 2                            | 0,08 %                       | 0,70 %                       |
| 18                           | Turkiet                           | 2                            | 0,08 %                       | 0,48 %                       |
| 22                           | Oceanien                          | 1                            | 0,04 %                       | 0,06 %                       |
| 22                           | Sovjetunionen                     | 1                            | 0,04 %                       | 0,06 %                       |
| 24                           | Island                            | 0                            | 0,00 %                       | 0,06 %                       |
| 24                           | / SFR Jugoslavien/FR Jugoslavien  | 0                            | 0,00 %                       | 0,65 %                       |
| 24                           | Okänt födelseland                 | 0                            | 0,00 %                       | 0,01 %                       |

#### Utländska medborgare
Den 31 december 2016 hade 170 invånare (6,93 procent), varav 93 män och 77 kvinnor, ett utländskt medborgarskap och saknade samtidigt ett svenskt sådant. Personer som har både utländskt och svenskt medborgarskap räknas inte av Statistiska centralbyrån som utländska medborgare.

## Kultur

### Kulturarv
År 2022 fanns 140 fornlämningar, som hittats i kommunen, registrerade hos Riksantikvarieämbetet. Av dessa var en majoritet fångstgropar men även boplatser, gårdstomter och härdar fanns bland lämningarna. Kommunen saknade byggnadsminnen, men flera kulturhistoriska byggnader finns uppförda på hembygdsområdet.

### Kommunvapen
Blasonering: I blått fält en av vågskuror bildad bjälke av guld, belagd med en gående svart bäver med tunga, tänder och klor röda.
I ett sockensigill från 1800-talet återfanns en bäver, som fick ligga till grund för vapnet, som fastställdes 1951. Ordet bjur i namnet betyder också just bäver. Vapnets giltighet upphörde när Bjurholms kommun gick upp i Vännäs kommun 1974, men återtogs vid delningen 1983.